# Sirnovodne, Djankoi
Sirnovodne (în ucraineană Сірноводне) este un sat în comuna Roșciîne din raionul Djankoi, Republica Autonomă Crimeea, Ucraina.

## Demografie
Componența lingvistică a localității Sirnovodne
     Rusă (56,5%)
     Tătară crimeeană (23,54%)
     Ucraineană (18,16%)
     Belarusă (1,12%)
Conform recensământului din 2001, majoritatea populației localității Sirnovodne era vorbitoare de rusă (56,5%), existând în minoritate și vorbitori de tătară crimeeană (23,54%), ucraineană (18,16%) și belarusă (1,12%).